# دوايت ماكنيل
دوايت جيمس ماثيو ماكنيل (بالإنجليزية: Dwight James Matthew McNeil)‏ (مواليد 22 نوفمبر 1999 في روتشديل، إنجلترا) هو لاعب كرة قدم إنجليزي يلعب مع نادي إيفرتون في الدوري الإنجليزي الممتاز في مركزي الجناح أو الوسط المهاجم.

## روابط خارجية
- دوايت ماكنيل على موقع الاتحاد الأوربي (الإنجليزية)
- دوايت ماكنيل على موقع إي إس بي إن إف سي (الإنجليزية)
- دوايت ماكنيل على موقع قاعدة بيانات كرة القدم.إي يو (الإنجليزية)
- دوايت ماكنيل على موقع Soccerbase.com (لاعب) (الإنجليزية)
- دوايت ماكنيل على موقع Soccerway.com (الإنجليزية)
- دوايت ماكنيل على موقع عالم كرة القدم.نت (الإنجليزية)